# Provaglio d’Iseo
Provaglio d’Iseo – miejscowość i gmina we Włoszech, w regionie Lombardia, w prowincji Brescia.
Według danych na rok 2004 gminę zamieszkiwało 5855 osób, 365,9 os./km².